# 619 (číslo)
Šest set devatenáct je přirozené číslo. Následuje po čísle šest set osmnáct a předchází číslu šest set dvacet. Římskými číslicemi se zapisuje DCXIX a řeckými číslicemi χιθ.

## Matematika
619 je:
- Deficientní číslo
- Prvočíslo
- Nešťastné číslo

## Astronomie
- (619) Triberga je planetka hlavního pásu, kterou objevil v roce 1906 August Kopff

## Roky
- 619
- 619 př. n. l.